# Acetilacetona
Acetilacetona é um composto orgânico com a fórmula química CH3−C(=O)−CH2−C(=O)−CH3. É classificado como uma 1,3-dicetona. Existe em equilíbrio químico com um tautômero CH3−C(=O)−CH=C(−OH)−CH3. A mistura é um líquido incolor. Esses tautômeros se interconvertem tão rapidamente na maioria das condições que são tratados como um único composto na maioria das aplicações. Acetilacetona é um bloco de construção para a síntese de muitos complexos de coordenação, bem como compostos heterocíclicos.

## Propriedades

### Tautomeria
| Solvente                         | Kceto→enol |
| -------------------------------- | ---------- |
| Fase gasosa                      | 11.7       |
| Ciclohexano                      | 42         |
| Tolueno                          | 10         |
| THF                              | 7.2        |
| Clorofórmio deuterado\|CDCl 3 ]] | 5.7        |
| DMSO                             | 2          |
| Água                             | 0.23       |

Os tautômeros ceto e enol da acetilacetona coexistem em solução. A forma enol tem simetria C2v, o que significa que o átomo de hidrogênio é compartilhado igualmente entre os dois átomos de oxigênio. Na fase gasosa, a constante de equilíbrio, Kceto→enol, é 11,7, favorecendo a forma enol. As duas formas tautoméricas podem ser distinguidas por espectroscopia de RMN, espectroscopia de infravermelho e outros métodos.
A constante de equilíbrio tende a ser alta em solventes não polares; quando Kceto→enol é igual ou maior que 1, a forma enol é favorecida. A forma ceto se torna mais favorável em solventes polares de ligação de hidrogênio, como a água. A forma enol é um análogo vinílico de um ácido carboxílico. [carece de fontes?]

### Propriedades ácido-base
| Solvente         | T/°C | pKa   |
| ---------------- | ---- | ----- |
| 40% etanol/água  | 30   | 9.8   |
| 70% dioxano/água | 28   | 12.5  |
| 80% DMSO/água    | 25   | 10.16 |
| DMSO             | 25   | 13.41 |

A acetilacetona é um ácido fraco. Ela forma o ânion acetilacetonato, C
5H
7O–
2

(comumente abreviado acac−):
C
5H
8O
2 ⇌ C
5H
7O–
2 + H+

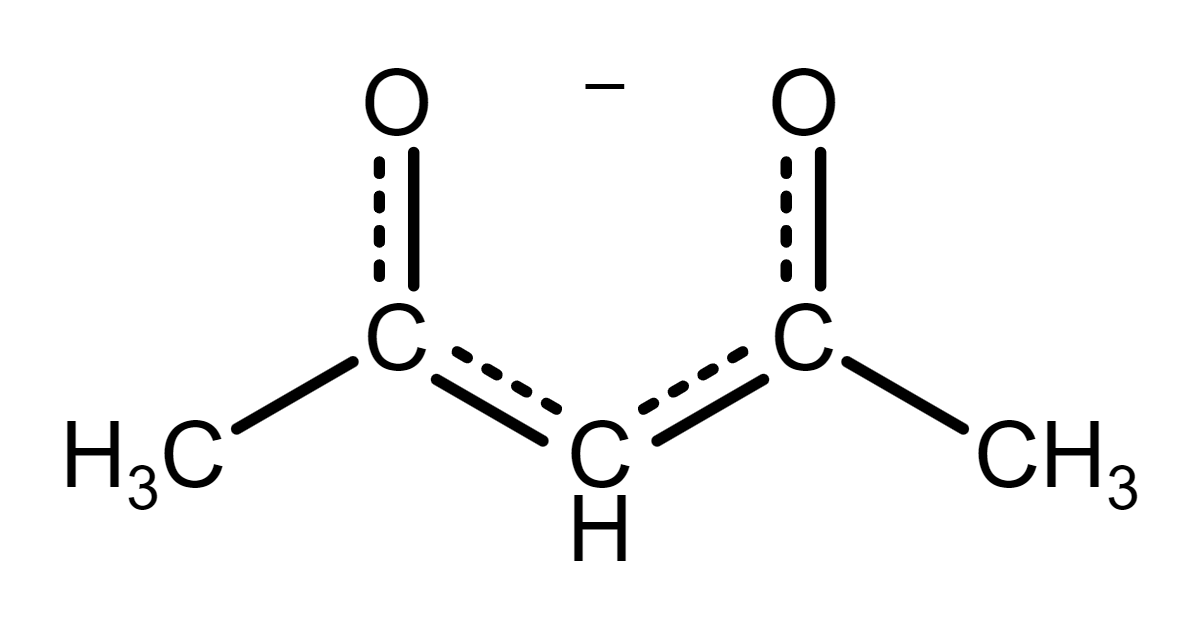
A estrutura de ressonância do ânion acetilacetonato (acac^{−})

No ânion acetilacetonato, ambas as ligações C - O são equivalentes. Ambas as ligações centrais C - C são equivalentes também, com um átomo de hidrogênio ligado ao átomo de carbono central (o átomo C3). Essas duas equivalências ocorrem porque há uma ressonância entre as quatro ligações na ligação O-C2-C3-C4-O no ânion acetilacetonato, onde a ordem de ligação dessas quatro ligações é de cerca de 1,5. Ambos os átomos de oxigênio compartilham igualmente a carga negativa. O ânion acetilacetonato é um ligante bidentado.
Os valores de pKa recomendados pela IUPAC para este equilíbrio em solução aquosa a 25°C são 8,99 ± 0,04 (I = 0), 8,83 ± 0,02 (I = 0,1 M NaClO
4
) e 9,00 ± 0,03 (I =1,0M NaClO
4
; I = Força iônica). Valores para solventes mistos estão disponíveis. química|Bases muito fortes, como compostos de organolítio, desprotonarão a acetilacetona duas vezes. As espécies de dilítio resultantes podem então ser alquiladas no átomo de carbono na posição 1.

## Preparação

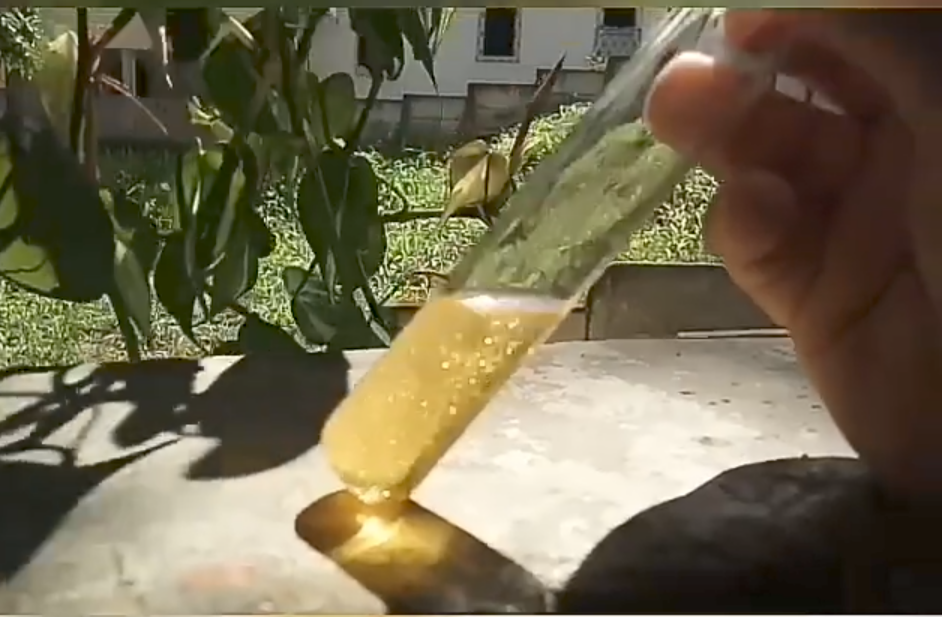
Cristais de acetilacetonato de sódio começando a precipitar a partir de uma solução de acetona e etóxido de sódio em etanol anidro, segundos após adicionar acetato de isoamila à mistura.

A acetilacetona é preparada industrialmente pelo rearranjo térmico do acetato de isopropenila.
As rotas laboratoriais para acetilacetona também começam com a acetona. Acetona e anidrido acético ((CH3C(=O))2O ) após a adição de catalisador de trifluoreto de boro (BF
3
):
(CH
3CO)
2O + CH
3COCH
3 → CH
3COCH
2COCH
3 + CH
3CO
2H
Uma segunda síntese envolve a condensação catalisada por base (por exemplo, por etóxido de sódio, CH
3CH
2O–Na+
 de acetona e acetato de etila, seguida pela acidificação do acetilacetonato de sódio (por exemplo, por ácido clorídrico, HCl): 
CH
3CH
2O–
Na+
 + CH
3C(O)OCH
2CH
3 + CH
3C(O)CH
3 → Na+
[CH
3C(O)CHC(O–
)CH
3] + 2 CH
3CH
2OH
Na+
[CH
3C(O)CHC(O–
)CH
3] + HCl → CH
3C(O)CH
2C(O)CH
3 + NaCl
Devido à facilidade dessas sínteses, muitos análogos de acetilacetonatos são conhecidos. Alguns exemplos são benzoilacetona, dibenzoilmetano (dbaH) [carece de fontes?] e análogo terc-butílico 2,2,6,6-tetrametil-3,5-heptanodiona. Trifluoroacetilacetona e hexafluoroacetilacetonato também são usados para gerar complexos voláteis de metais.

## Reações

### Condensações
A acetilacetona é um precursor bifuncional versátil para heterociclos porque ambos os grupos cetona podem sofrer reação de condensação. Por exemplo, a condensação com hidrazina produz pirazóis, enquanto a condensação com uréia fornece pirimidinas . A condensação com duas aril- ou alquilaminas fornece “NacNacs”, em que os átomos de oxigênio na acetilacetona são substituídos por =N-R (R = aril, alquil).

### Química de coordenação

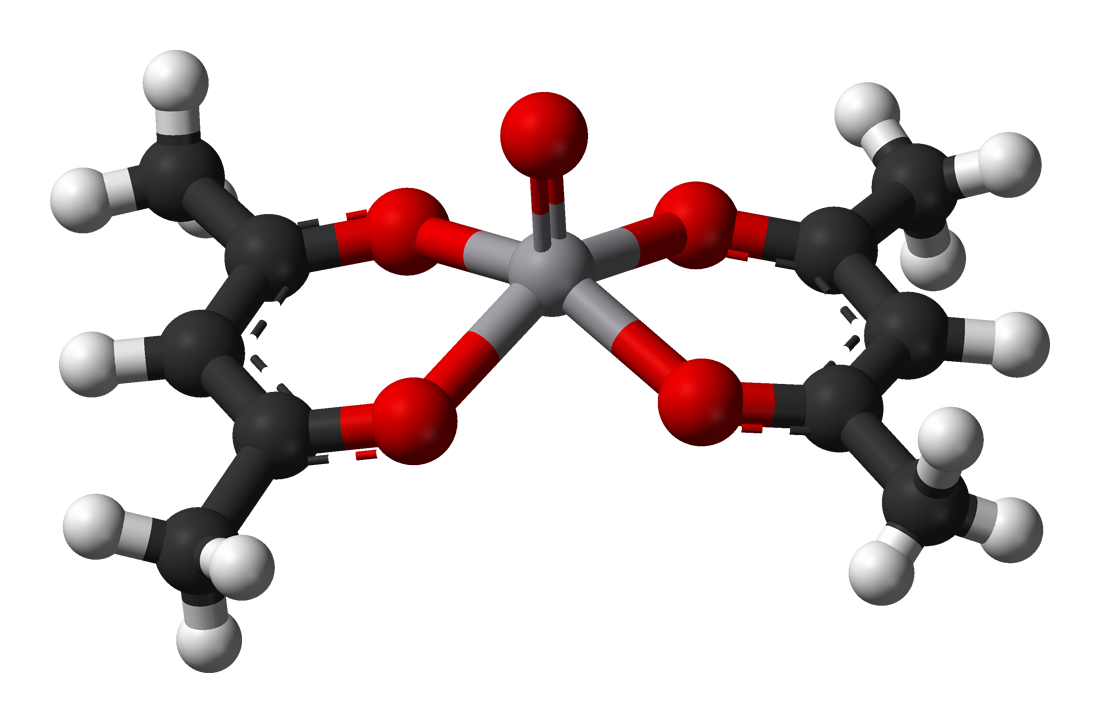
Um modelo de bola e bastão do complexo acetilacetonato de vanadila, VO(acac)_{2}

O acetilacetonato de sódio , Na(acac), é o precursor de muitos complexos de acetilacetonato. Um método geral de síntese é tratar um sal metálico com acetilacetona na presença de uma base:
MB
z + z Hacac  ⇌  M(acac)
z + z BH
Ambos os átomos de oxigênio se ligam ao metal para formar um anel quelato de seis membros. Em alguns casos, o efeito quelato é tão forte que nenhuma base adicionada é necessária para formar o complexo.

## Biodegradação
A enzima acetilacetona dioxigenase cliva a ligação carbono-carbono da acetilacetona, produzindo acetato e 2-oxopropanal. A enzima é dependente de ferro(II), mas foi comprovado que também se liga ao zinco. A degradação da acetilacetona foi caracterizada na bactéria Acinetobacter johnsonii.
C
5H
8O
2 + O
2 → CH
3CO
2H + CH
3(CO)CHO''";